# Berillium-klorid
A berillium-klorid a berillium klórral alkotott vegyülete, képlete BeCl2. Elektrolízissel fém berilliumot lehet belőle előállítani. Színtelen, higroszkópos szilárd anyag, jól oldódik sok poláros oldószerben. Tulajdonságai hasonlóak az alumínium-klorid tulajdonságaihoz.

## Előállítása
Az iparban berillium-oxid, szén és klór reakciójával állítják elő körülbelül 800 °C-on:
{\displaystyle \mathrm {BeO+C+Cl_{2}\longrightarrow \ BeCl_{2}+CO\uparrow } }
Elő lehet állítani berillium és klór reakciójával magas hőmérsékleten:
Be + Cl2 → BeCl2
De elő lehet állítani fém berillium és hidrogén-klorid reakciójával.

## Tulajdonságai
A Be−Cl kötés erősen kovalens jellegű, így az anyag nem alkot ionrácsot. Minden berilliumcentrum körül négy klóratom van tetraéderesen, a szilícium-dioxidhoz hasonlóan. Stabil a száraz levegőn.
A gáznemű berillium-klorid lineáris monomer, vagy dimer. Gyenge π-kötés (viszontkoordináció) történik a klórról a berilliumra, utóbbi elektronhiányos voltát kompenzálandó. A dimerizáció két áthidaló klóratomon keresztül jön létre. A berillium koordinációs száma ilyenkor 3. A Be−Cl kötéstávolság 170 pm. A lineáris alak elüt a 2. csoportban lentebb található elemek által alkotott dihalogenidek monomer formáinak egy részétől, például a CaF2, SrF2, BaF2, SrCl2, BaCl2, BaBr2 és BaI2 egyike sem lineáris szerkezetű.
Szilárd formában 1 dimenziós polimer, szemben a berillium-fluoriddal, mely 3 dimenziós polimer, a kvarcéra hasonlító szerkezettel.
Hidrolízise erősen exoterm, vizes oldata savas kémhatású:
{\displaystyle \mathrm {BeCl_{2}+4\ H_{2}O\ \rightleftharpoons \ [Be(H_{2}O)_{4}]^{2+}+2\ Cl^{-}} }
{\displaystyle \mathrm {[Be(H_{2}O)_{4}]^{2+}+H_{2}O\ \rightleftharpoons \ H_{3}O^{+}+[Be(H_{2}O)_{3}(OH)]^{+}} }
A tetraakva-berillium kationok reagálnak a vízzel és disszociálódnak.
A berillium-klorid Lewis-sav. Alkoholokban vagy éterekben oldva adduktumokat képez.
Hidrolízisekor hidrogén-klorid keletkezik:
BeCl2 + 2H2O → Be(OH)2 + 2 HCl
Tetrahidrátot képez:  BeCl2•4H2O ([Be(H2O)4]Cl2). Oldódik az oxigéntartalmú oldószerekben, például az éterekben.
Nátriummal levegőtől elzártan megolvasztva elemi berilliummá redukálódik.

## Felhasználása
Katalizátorként lehet használni Friedel–Crafts-alkilezéseknél. Elektrolízissel fém berilliumot lehet belőle előállítani. Néhány szerves reakcióban katalizátorként használják.

## Fordítás
Ez a szócikk részben vagy egészben  a   Berylliumchlorid című német Wikipédia-szócikk fordításán alapul.  Az eredeti cikk szerkesztőit annak laptörténete sorolja fel. Ez a jelzés csupán a megfogalmazás eredetét és a szerzői jogokat jelzi, nem szolgál a cikkben szereplő információk forrásmegjelöléseként.
Ez a szócikk részben vagy egészben  a   Beryllium chloride című angol Wikipédia-szócikk ezen változatának fordításán alapul.  Az eredeti cikk szerkesztőit annak laptörténete sorolja fel. Ez a jelzés csupán a megfogalmazás eredetét és a szerzői jogokat jelzi, nem szolgál a cikkben szereplő információk forrásmegjelöléseként.